# Platabanda

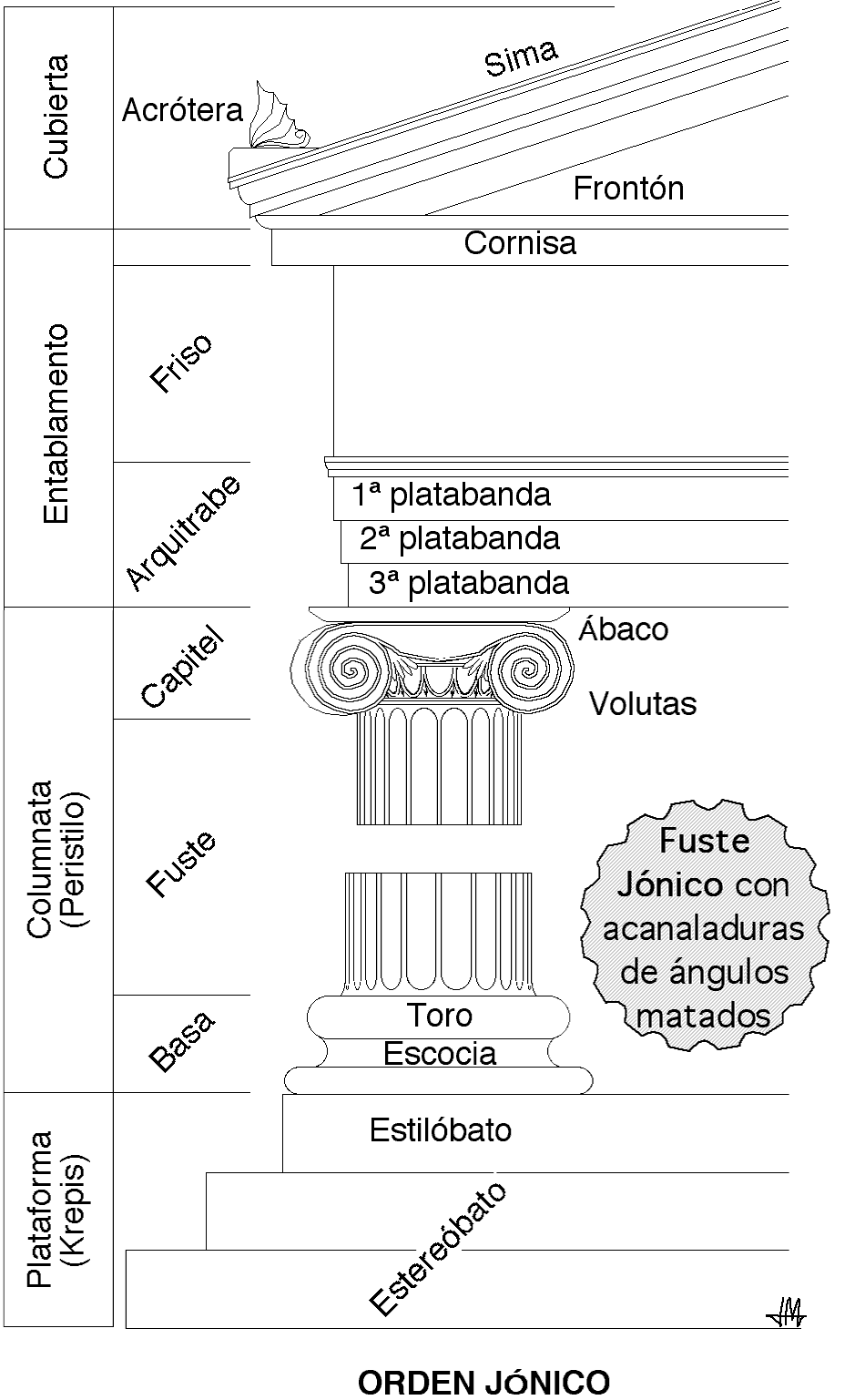
Las platabandas se pueden observar entre el ábaco y el friso.

La platabanda o fascia en arquitectura son cada una de las molduras que forman el arquitrabe clásico, planas, lisas o en saledizo. Podemos verlas tanto en el orden jónico como en el corintio.
También podemos usarlos para cualquier moldura saliente.